# Куламбаева, Жибек Ермураткызы
Жибек Ермураткызы Куламбаева (каз. Жібек Құламбаева; род. 26 марта 2000, Алма-Ата) — казахстанская профессиональная теннисистка. Победительница 41 турнира ITF (шесть — в одиночном разряде).
С 2018 года Куламбаева представляет Казахстан на Кубке Билли Джин Кинг, где её рекорд W/L: 3—2.

## Биография
Родилась 26 марта 2000 года в Алма-Ате, Казахстане.

## Спортивная карьера
В 2018—2024 годах стала победительницей тридцати трёх турниров ITF в парном разряде.
И в 2019—2024 годах стала победительницей ещё пяти турниров ITF в одиночном разряде.

## Итоговое место в рейтинге WTA по годам
| Год  | Одиночный рейтинг | Парный рейтинг |
| 2023 | 515               | 151            |
| 2022 | 438               | 204            |
| 2021 | 519               | 395            |
| 2020 | 639               | 611            |
| 2019 | 616               | 675            |
| 2018 | 855               | 767            |
| 2017 | 944               | 782            |
| 2016 | —                 | 1 016          |